# Lurcy-Lévis (tổng)
Tổng Lurcy-Lévis là một tổng ở tỉnh Allier trong vùng Auvergne.

## Địa lý
Tổng này được tổ chức xung quanh Lurcy-Lévis thuộc quận Moulins. Độ cao thay đổi từ 180 m (Château-sur-Allier) đến 318 m (Limoise) với độ cao trung bình 205 m.

## Hành chính
| Giai đoạn | Ủy viên          | Đảng | Tư cách                    |
| --------- | ---------------- | ---- | -------------------------- |
| 16        | Nicolas Thollet  | PCF  |                            |
| 18        | Jacques Bourdier | URB  | Thị trưởng của Lurcy-Lévis |

## Các đơn vị cấp dưới
Tổng Lurcy-Lévis gồm 9 xã với dân số là 4 843 người (điều tra năm 1999, dân số không tính trùng)
| Xã                     | Dân số | Mã bưu chính | Mã insee |
| ---------------------- | ------ | ------------ | -------- |
| Château-sur-Allier     | 172    | 03320        | 03064    |
| Couleuvre              | 645    | 03320        | 03087    |
| Couzon                 | 294    | 03160        | 03090    |
| Limoise                | 157    | 03320        | 03146    |
| Lurcy-Lévis            | 2 092  | 03320        | 03155    |
| Neure                  | 166    | 03320        | 03198    |
| Pouzy-Mésangy          | 411    | 03320        | 03210    |
| Saint-Léopardin-d'Augy | 328    | 03160        | 03241    |
| Le Veurdre             | 578    | 03320        | 03309    |

## Biến động dân số
| 1962                                                     | 1968  | 1975  | 1982  | 1990  | 1999  |
| -------------------------------------------------------- | ----- | ----- | ----- | ----- | ----- |
| 6 240                                                    | 6 530 | 5 806 | 5 459 | 4 971 | 4 843 |
| Nombre retenu à partir de 1962 : dân số không tính trùng |       |       |       |       |       |